# Sound of Mull
Sound of Mull är ett sund i Storbritannien.   Det ligger i riksdelen Skottland, i den nordvästra delen av landet, 700 km nordväst om huvudstaden London.